# Ixil (kommun)
Ixil är en kommun i Mexiko.   Den ligger i delstaten Yucatán, i den östra delen av landet, 1 000 km öster om huvudstaden Mexico City. Antalet invånare är 3 803. Arean är 134 kvadratkilometer.
Terrängen i Ixil är mycket platt.
Följande samhällen finns i Ixil:
- Ixil